# Maotherium
Maotherium es un género extinto de mamíferos teriformes descubierto en yacimientos del Cretácico inferior en la provincia de Liaoning, China, en el 2003. 
Maotherium pertenece al extinto grupo de mamíferos mesozoicos llamados simetrodontes. Poco se sabe sobre este grupo; los simetrodontes tenían varias semejanzas, especialmente en sus dientes, que tienen la cúspides alta, pero con molares simples con una disposición triangular. Su nombre significa "bestia con pelo" (de 毛, Máo, "pelo" en chino, y therium, "bestia" en griego), debido a que uno de los fósiles encontrados (Maotherium sinensis) preserva aún las impresiones de la piel, como ha ocurrido con los mamíferos Eomaia y Sinodelphys.
Una especie descrita en el 2009, Maotherium asiaticus es un eslabón clave en la evolución del oído medio de los mamíferos. En los mamíferos modernos, el cartílago de Meckel aparece durante la juventud pero desaparece antes de la edad adulta. En Maotherium asiaticus este cartílago no solo permanecía toda la vida, sino que se incrustaba en el hueso. Este evento evolutivo puede ser un ejemplo de heterocronía, un cambio en la sincronización del desarrollo del individuo.
Maotherium asiaticus tenía dientes especializados para devorar insectos y gusanos. Vivía en el suelo, poseía un cuerpo de cerca de 15 centímetros de longitud, y se estima que pesaba entre 70 y 80 gramos.
Mediante el análisis de todas las características de este fósil magníficamente conservado, los investigadores han llegado a la conclusión de que Maotherium tiene un mayor parentesco con los mamíferos placentarios y los marsupiales, que con los monotremas (mamíferos que ponen huevos) de Australia y Nueva Guinea como el ornitorrinco.